# The Ashley Book of Knots

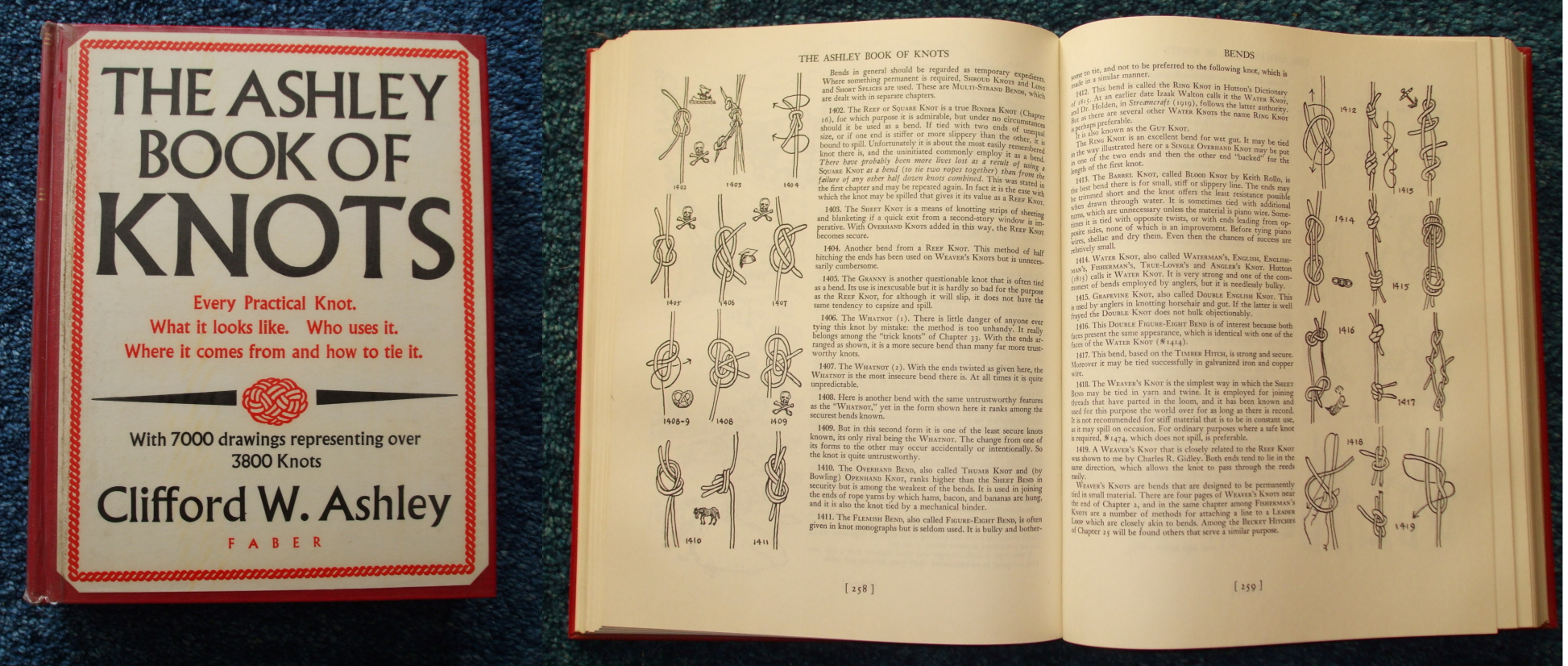
"The Ashley Book of Knots" versión reeditada: 1963–1979

The Ashley Book of Knots es una enciclopedia de nudos publicado por primera vez en 1944 por Clifford Warren Ashley. La culminación de cerca de once años de trabajo, contiene unas 7000 ilustraciones y más de 3854 entradas acerca de 2000 nudos diferentes. Las entradas incluyen instrucciones, usos y, para algunos nudos, su historia. Están categorizados por tipo o uso. Sigue siendo uno de los libros de nudos más importantes. Es el más extenso, cubriendo tanto los buenos nudos como los malos e indicando cuál es cuál.

## Uso como referencia
Debido a su alcance y amplia disponibilidad, The Ashley Book of Knots se ha convertido en una obra de referencia significativa en el campo de los nudos. Los números que Ashley asignó a cada nudo pueden ser utilizados para identificarlos. Es una función útil ya que el nombre de los nudos ha evolucionado con el tiempo y hay muchos problemas con nombres confusos o conflictivos. Normalmente, las citas a los números de Ashley tienen la forma: "Nudo constrictor (ABOK #1249)", "ABOK #1249" o simplemente "#1249" si el contexto de la referencia está claro o establecido.  El título del libro también puede encontrarse en las formas abreviadas: TABOK, TABoK, o ABoK.
Algunos nudos tienen más de un número Ashley debido a que tienen múltiples usos y formas. Por ejemplo, la entrada principal para #1249 está en el capítulo sobre Nudos de unión pero también está listado como #176 en el capítulo sobre el uso del nudo.
The Ashley Book of Knots fue publicado en los días en los que se utilizaba la fibra natural. El comentario sobre algunos nudos puede errar en su comportamiento si se aplica sobre cuerdas fabricadas con la moderna fibra sintética.
International Guild of Knot Tyers ha añadido algunas correcciones y revisiones.

## Lectura adicional
- Clifford W. Ashley. The Ashley Book of Knots. Doubleday, New York. ISBN 0-385-04025-3
  - Reprint: Doubleday, New York 1963–1979, ISBN 0-571-09659-X